# Asthenes hudsoni
Asthenes hudsoni là một loài chim trong họ Furnariidae.